# Libkovice pod Řípem
Libkovice pod Řípem är en ort i Tjeckien.   Den ligger i regionen Ústí nad Labem, i den centrala delen av landet, 30 km norr om huvudstaden Prag. Libkovice pod Řípem ligger 219 meter över havet och antalet invånare är 527.
Terrängen runt Libkovice pod Řípem är platt.Runt Libkovice pod Řípem är det ganska tätbefolkat, med 111 invånare per kvadratkilometer. Närmaste större samhälle är Roudnice nad Labem, 6,8 km nordväst om Libkovice pod Řípem. Trakten runt Libkovice pod Řípem består till största delen av jordbruksmark.